# Chiesa dell'Immacolata (Avio)
La chiesa dell'Immacolata è l'antica pieve di Avio, in Trentino. Fa parte della zona pastorale della Vallagarina.
La prima menzione dell'esistenza della pieve risale ad una bolla pontificia del 1145, la Piae Postulatio Voluntatis di papa Eugenio III ma si ritiene che la sua fondazione possa essere collocata tra il VIII e il X secolo. Nel medioevo fu sottoposta al potere dei Castelbarco, signori locali, ma dal 1411 il vicariato di Avio passò in mano della Repubblica di Venezia che gli conferì privilegi ed autonomia tanto che la pieve conobbe il suo "periodo d'oro". A partire dal XVI secolo inizia un periodo di lenta decadenza che la porterà a non essere più sufficiente a contenere i fedeli, cresciuti a seguito dell'aumento demografico, tanto che nel 1695 verrà sostituita nel ruolo di chiesa parrocchiale da un nuovo edificio iniziato in centro ad Avio già nel 1651.
Negli anni 2000 la pieve di Avio svolge la funzione di chiesa cimiteriale per l'annesso campo santo.

## Storia

### Origini
La pieve di Avio si trova a sud del capoluogo, in località Ceré, in prossimità dell'inizio orientale della valle dei Molini verso la Vallagarina. L'attuale edificio è il risultato di modifiche e ricostruzioni avvenute nel corso della sua storia secolare. Nel XVIII secolo alcuni ritrovamenti sul posto di resti di epoca romana hanno fatto supporre, non senza che fossero sollevati alcuni dubbi, che al posto della chiesa anticamente sorgesse un tempio pagano. Tra i reperti scoperti vi sono alcune epigrafi tombali di seviri augustali e claudiali trovati nel 1733 mentre una dedica all'imperatore Massenzio venne alla luce pochi anni più tardi in occasione di alcuni lavori di demolizione dell'altare maggiore.
Riguardo all'epoca di fondazione dell'antica pieve, e quindi della costruzione del primo edificio paleocristiano, non vi è alcuna certezza, ma si presuppone possa collocarsi nel periodo in cui nacque la maggior parte delle pievi rurali, ovvero tra il VIII e il X secolo. Alcune tracce di un edificio antichissimo vennero trovate nel 1788 sotto il piano del pavimento e fecero pensare all'esistenza di una cripta. Tuttavia scavi effettuati nel 1899 fecero tramontare tale ipotesi; l'ingegner Alessandro da Lisca, che coordinò i lavori di ricerca, riferì che “Nel giorno 19 del corrente mese vennero praticati degli scavi, alla ricerca della cripta; ma questa speranza fu elusa, perché non si trovò traccia del luogo [...] si trovò tracce ben chiare di un altro antico edificio di piccole proporzioni a tre navi, costituite da un pavimento di ciottoli piastriformi, sottostante all'attuale di circa 40 centimetri, e da avanzi di alcuni muri, di una porta e di pilastri fra i quali uno rotondo”. Tali studi hanno però consentito di ipotizzare le caratteristiche di questo primo edificio altomedievale. Questa doveva essere di forma rettangolare, con l'entrata situata dove oggi vi è l'abside. Solo successivamente si procedette al suo allungamento e alla realizzazione di tre absidi e all'innalzamento dell'attuale torre campanaria.
Il primo documento conosciuto che citi direttamente la pieve di Avio è una bolla di papa Eugenio III del 1145 in cui la annovera, plebem de Avi cum capellis et decimis, tra le pievi facenti parte della diocesi di Verona. Otto anni dopo, nel 1153, un breve apostolico di papa Anastasio IV riconferma la precedente bolla al fine di risolvere alcune controversie sui territori soggetti, così come lo fa uno emanato nel 1188 da Clemente III. Invece, la prima menzione relativa alla titolazione alla Immacolata della pieve si trova su una pergamena del 9 agosto 1203; in questa si racconta la diatriba tra il sacerdote di Sabbionara, Giovanni, e l'arciprete Domenico in cui il primo chiedeva al vescovo veronese Adelardo di togliersi dalla giurisdizione del secondo poiché era usanza per i suoi parrocchiani di seppellire i propri defunti nel locale cimitero di San Vigilio. Questo è da collegarsi probabilmente alla crescita demografica del XIII secolo e che mise in crisi molte pievi non più in grado di attendere a tutte le richieste di cura delle anime, battesimi, sepolture che per diritto carolingio spettavano unicamente a loro.

### Gli anni dei Castelbarco

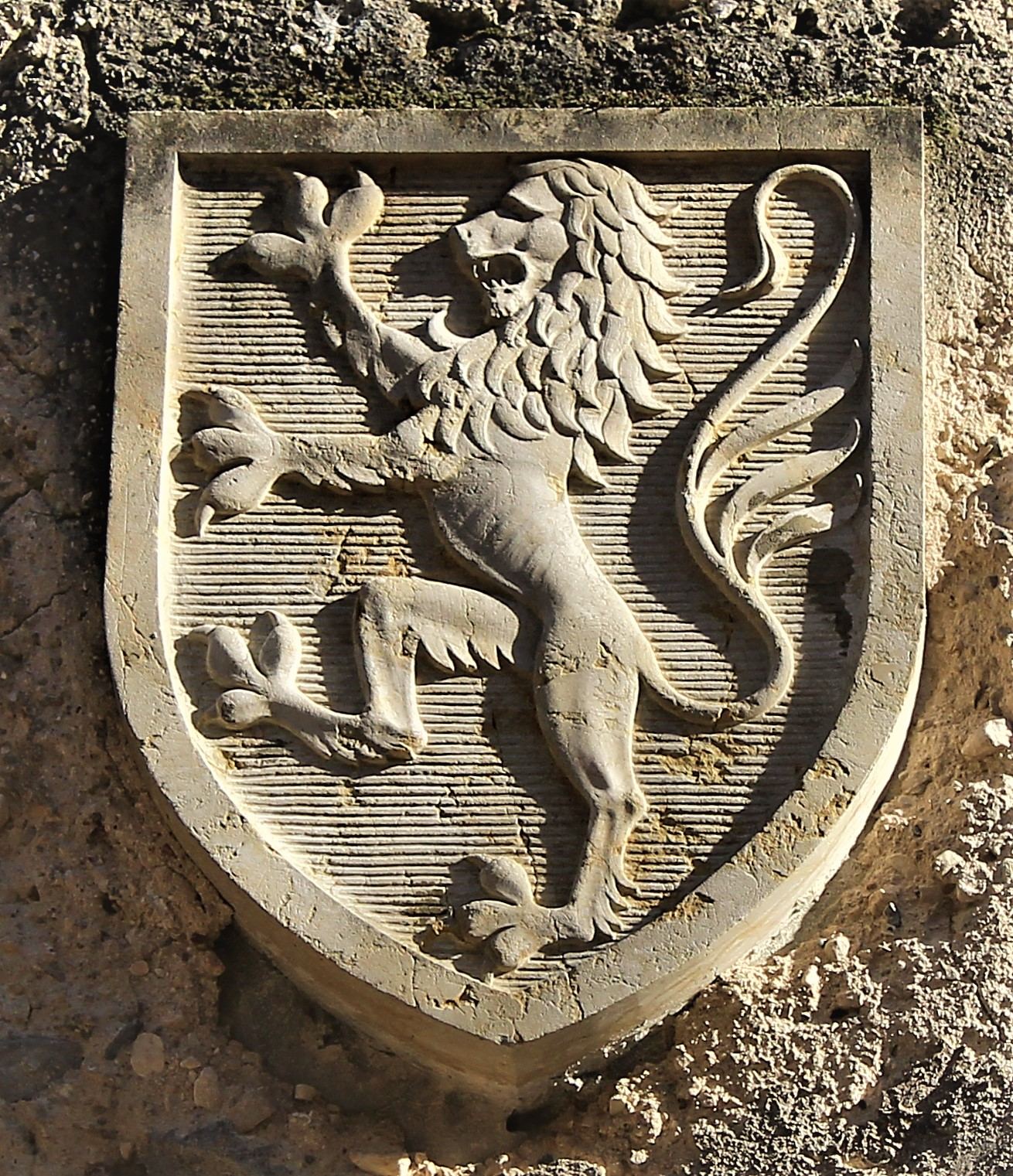
Stemma dei Castelbarco presso il castello di Avio

A partire dal XIII secolo iniziò ad affermarsi sempre di più in Vallagarina il potere dei signori di Castelbarco. Questi avevano ricevuto nel 1198 l'investitura da parte del vescovo di Trento del castello di Avio per poi estendere la propria egemonia, nel corso di circa un secolo, in quasi tutta la valle. Nonostante non siano giunti fino a noi molti documenti che testimoniano i rapporti tra la potente famiglia e i monaci della pieve è lecito supporre che questi fossero comunque intensi con la predominanza della prima sui secondi. Grazie ad un documento redatto nel 1351 sappiamo tre parti della decima della “villa” di Avio e delle sue pertinenze fosse di proprietà Guglielmo Castelbarco, figlio di Azzone. Si suppone che lo stemma dei Castelbarco che si trova dipinto all'interno della pieve risala proprio a questo periodo. La potenza dei Castelbarco comporta anche dei vantaggi per la pieve, infatti non di rado i signori della Vallagarina nominano le istituzioni ecclesiastiche locali nei propri testamenti anche se è da rilevare che i loro interessi maggiori sono rivolti verso la città di Verona dove sono padroni i Della Scala, famiglia a loro alleata.

### La pieve di Avio sotto il dominio della Serenissima
Nel 1411 muore senza discendenti Ettore Castelbarco e, secondo il testamento, redatto il 7 luglio 1410 alla presenza anche dell'arciprete della pieve don Lorenzo del fu Alessandro de Hastis di Forlì, del padre Azzone Francesco, i territori facente parte dei vicariati di Avio e Brentonico passarono alla Repubblica di Venezia. Questo passaggio fu certamente positivo per gli abitanti della zona, a cui al Serenissima conferì una certa autonomia in cambio di fedeltà nel difendere i vicini confini, tanto che si è arrivati a indicare questo periodo come “epoca d'oro di Avio”.
I nuovi dominatori, infatti, acconsentirono che gli aviensi continuassero ad amministrare la giustizia secondo gli antichi statuti comunitari, che riscuotessero la decima dal comune e che potessero rifiutare un arciprete della pieve che non fosse gradito alla popolazione, quest'ultima una prassi consolidata in tutta la Vallagarina.
In questo modo, gli arcipreti che servivano nella pieve erano spesso locali e dovevano affrontare un impegno non redditizio, gravoso e che necessitava del pieno sostegno da parte della popolazione; pertanto fu raro che venissero conferiti ai religiosi della pieve dei benefici sinecura, ovvero senza l'obbligo di cura delle anime ma a solo scopo di trarne un profitto. L'unico arciprete, di cui si abbia memoria, non proveniente dalla zona dal XIV secolo fu il già citato Alessandro de Hastis, proveniente da Forlì e a guida della pieve nei primi anni del quattrocento.
Il XV secolo fu fortunato per le sorti della pieve anche grazie ai numerosi lasciti testamentari che ricevettero in particolare da concittadini emigrati a Verona. Ad esempio il 28 luglio 1417 tale Guglielmo del fu ser Manuele di Avio lasciò a don Lorenzo, arciprete della pieve, un ducato d'oro per far celebrare messe a suo ricordo, mentre Bonifacio del fu Michele ricorda la pieve nel suo testamento del 18 aprile 1443 in cui, tra l'altro, chiede di essere ivi sepolto.

### Età moderna

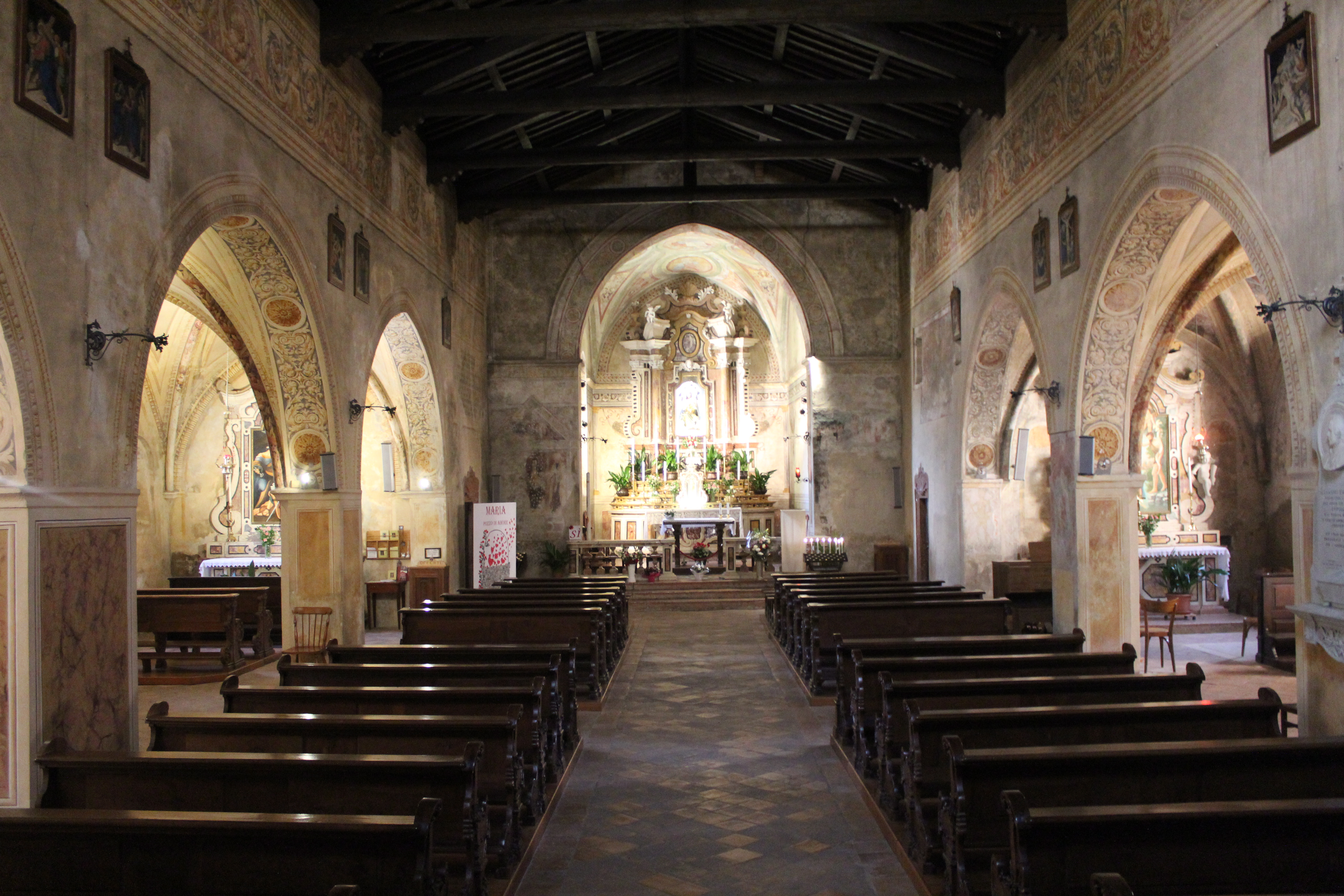
Interno della pieve

Nel 1445, ai tempi dell'arciprete Cristiano, il vescovo di Verona Francesco Condulmer si recò nella pieve di Avio per una visita pastorale, la prima di cui se ne abbia notizia. La relazione che seguì la visita racconta di una condizione generale più che buona senza che vi siano particolari problemi, una situazione che viene confermata nove anni più tardi in occasione della visita che il vescovo Ermolao Barbaro esegue il 10 ottobre del 1456. Sappiamo che a quel tempo la pieve era dotata di diversi libri e arredi liturgici e che era guidata dall'arciprete Aviano a cui si attesta la capacità di guidare le anime a lui affidate. Inoltre, oltre alla quarta parte della decima, il clero della pieve di Avio poteva disporre anche di una rendita fissa di 40 lire e dei frutti di un podere offerto dal comune locale.
In questi anni, la pieve di Avio fu sottoposta, grazie ad un lascito di un certo Cristoforo del fu Ognibene "pro fabrica ecclesiae", ad una intensa ristrutturazione; i lavori dovettero terminare il 1º ottobre del 1462, come attestato da due scritte che compaiono all'esterno della parete divisoria tra la navata centrale e quella di nord-est nell'attuale sottotetto. Tali lavori comportarono l'allungamento dell'edificio e, molto probabilmente, anche del suo innalzamento, con il soffitto delle due navate laterali più basso rispetto a quello della centrale. Sul fianco nord est della navata maggiore vennero aperte due finestrelle ad oculo. La ristrutturazione dovette essere assai consistente considerato che, l'anno successivo alla sua conclusione, si dovette procedere con una nuova consacrazione dell'edificio. Agli inizi dello stesso secolo venne anche realizzato l'affresco raffigurante un Battesimo di Cristo per la parete ad ovest dell'arco trionfale e poco dopo il trittico con una Madonna e San Pietro per la parete opposta.
Negli anni successivi si assistette ad un rapido alternarsi di arcipreti, spesso forestieri provenienti da nord, suscitando malcontento tra la popolazione. La situazione si protrae fino al 1471 quando diviene un prete del luogo, don Francesco, diviene arciprete della pieve fino alla sua morte che avverrà ventisei anni più tardi. La presenza stabile di un arciprete benvoluto dalla popolazione significherà per la pieve di Avio anche una riconquista di una maggiore autonomia dalla diocesi di Verona.
A seguito delle vicissitudini scaturite in occasione della guerra della Lega di Cambrai, la Serenissima dovette rinunciare alla dominazione sulla Vallagarina che passò in mano al Principato vescovile di Trento a sua volta dipendente dal Sacro Romano Impero. Inizia così una lunga trattativa tra i rappresentanti dei vicariati locali e l'imperatore Massimiliano I d'Asburgo perché continuassero essere garantite le loro autonomie. Sebbene l'imperatore avesse concesso subito il mantenimento delle loro prerogative, il vescovo di Trento fece maggiori resistenze e si dovette aspettare il 1539 perché il vescovo Cristoforo Madruzzo approvasse gli statuti dei vicariati.

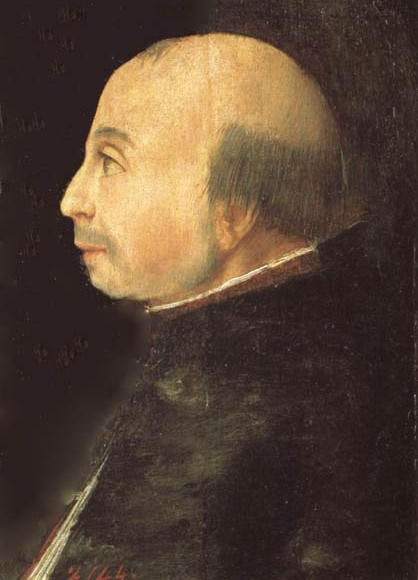
Il vescovo di Verona Gian Matteo Giberti

Nel frattempo continuano le visite pastorali presso la pieve, i cui verbali rappresentano la principale fonte per ricostruirne la storia, dei vescovi veronesi che mantennero la loro giurisdizione nonostante gli sconvolgimenti politici. E così, il celebre vescovo Gian Matteo Giberti racconta che durante la sua visita del 27 e 28 maggio 1530, la pieve contava 560 anime da comunione tra una popolazione di 1 500 abitanti mentre si stimava che il valore complessivo della chiesa fosse 80 ducati. Sempre Giberti, in una visita effettuata il 22 settembre di due anni più tardi dispose che venisse realizzata una copertura che riparasse i sacerdoti dal sole e dalla pioggia mentre facevano la catechesi dei fedeli all'aperto. Tale struttura dovette ben presto rivelarsi insufficiente, tanto che nel 1556 veniva considerata inadeguata. È probabile che la copertura fosse stata realizzata davanti alla facciata e che rappresentasse un preludio al suo allungamento che finì per inglobarla. Nel frattempo, nel 1541, era stato realizzato il portale di accesso sul muro a nord (in direzione dell'abitato di Avio).
Nel 1539 la pieve di Avio perse la giurisdizione sulla cappella di Sant'Andrea a Ossenigo (oggi sotto Dolcè) in quanto eretta a parrocchia. Nel 1551, grazie all'innalzamento del soffitto delle due navate minori, si arrivò ad avere un tetto a due unici spioventi che coprisse l'intero edificio. Per tutto il XVII secolo la Pieve di Avio non fu sottoposta a particolari modifiche in quanto si era già presa la decisione di costruire un nuovo edificio. Il 2 settembre 1553 il vescovo Luigi Lippomano, in visita alla pieve, non trova una situazione ottimale attribuendone la responsabilità anche alla condotta dell'arciprete Sebastiana Malfatti, accusato di avere delegato i suoi doveri e di convivere con una donna dalla quale aveva avuto due figli. Il vescovo gli impose, quindi, di allontanare da Avio la concubina e tornare ad occuparsi personalmente della cura delle anime. Mi problemi ben peggiori si abbatterono sulla pieve. Nel 1575 la popolazione di Avio venne colpita dall'epidemia di peste che causò la perdita di circa un quinto della popolazione, pari a 280 abitanti. Sospettata di essere un luogo infetto, la pieve venne abbandonata temporaneamente. La prima pietra del nuovo edificio, sorto sul posto ove era presente una chiesa dedicata a San Rocco, venne posta il 28 luglio 1651. Terminata il 18 settembre 1695, dopo diversi ritardi, prese il posto dell'antica pieve come chiesa parrocchiale, tuttavia quest'ultima rimarrà a servizio dell'annesso cimitero.

### Dal XVIII secolo ad oggi

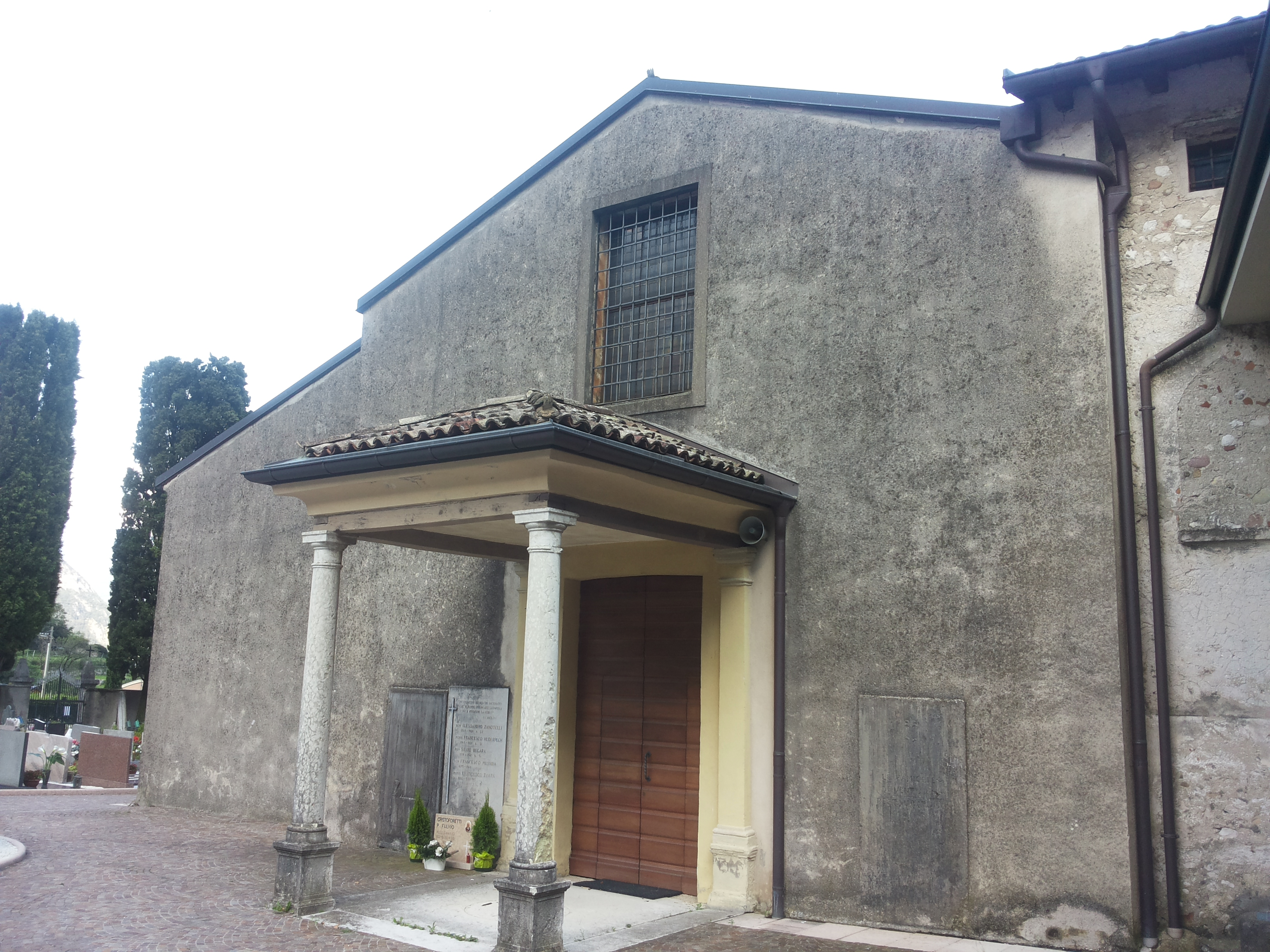
Facciata della pieve con il portico fatto realizzare dall'arciprete Zantelli

Nonostante che non servisse più come chiesa parrocchiale, nel XVIII secolo si tornò a porre attenzione alla pieve. Sebbene che già nel 1724 e nel 1734 si ebbero interventi minori, fu nel 1759 che i procedette ad un allungamento della chiesa verso occidente arrivando alle attuali dimensioni. All'epoca, l'unica apertura della chiesa restava il portale a nord mentre la facciata era cieca. Nel 1800 si procedette ad un nuovo pulpito, mentre nel 1890 fu la volta della ricostruzione del pavimento del presbiterio in cui vennero sostituiti i mattoni in terra cotta con quelli in cemento. L'anno successivo, l'arciprete Zantelli fece erigere a proprie spese il piccolo portico posto sulla facciata sotto il quale venne posto anche il sacello ove inumare i parroci di Avio defunti.
Nel corso della prima guerra mondiale la pieve servì come ospedale militare riportando gravi danni. Nell'estate del 1920, grazie ad una raccolta fondi tra i fedeli, si poté procedere con la ristrutturazione ad opera dello storico Giuseppe Gerola che volle ripristinare l'edificio alle fattezze del XVI secolo. Nel 1957 si procedette alla ristrutturazione del campanile. Tra il 1976 e il 1977 vennero eseguiti alcuni lavori di consolidamento statico sul pilastro a nord che risultava lesionato dai vari eventi sismici accaduti nel corso dei secoli.

## Descrizione

### Esterno

#### Campanile

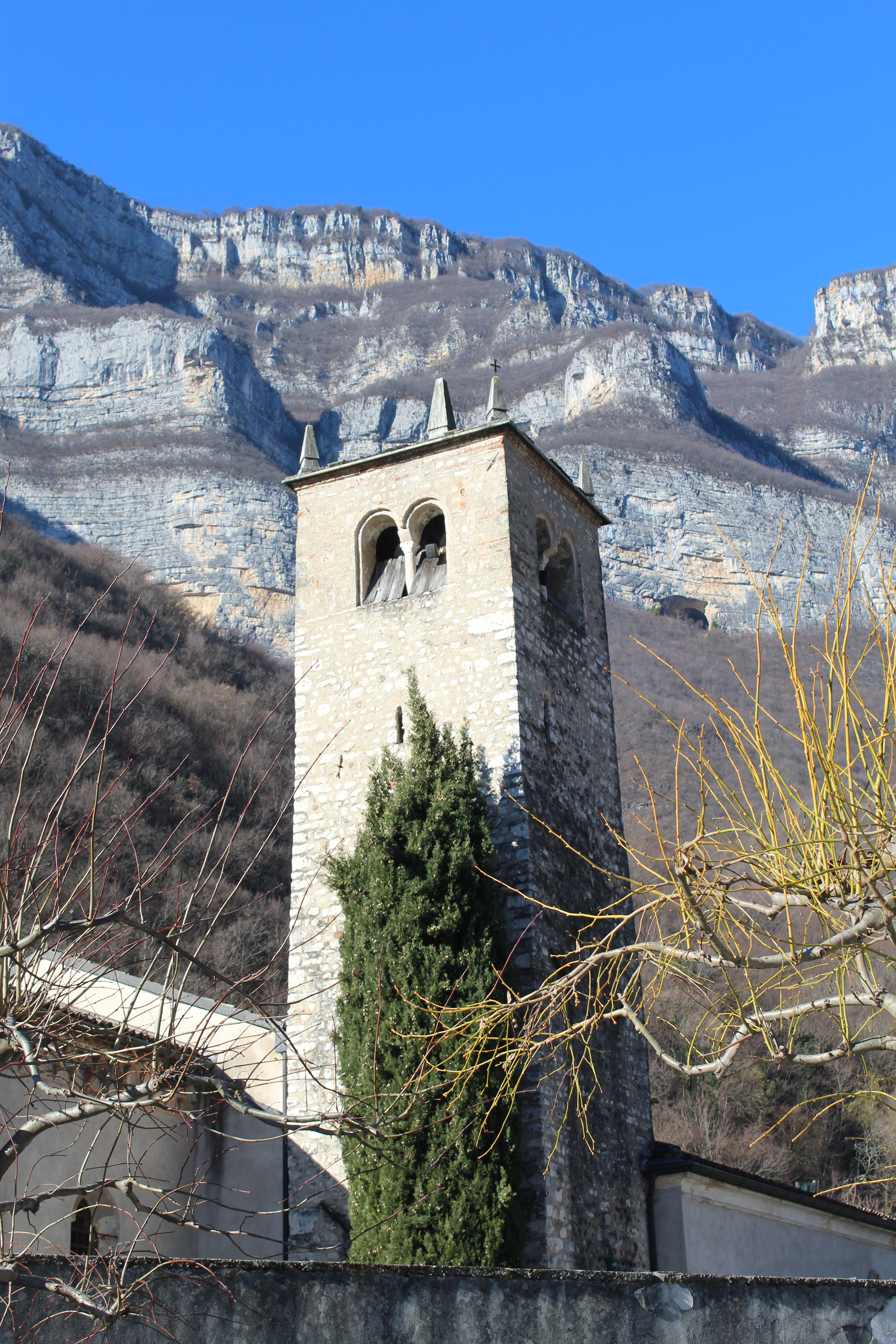
Il campanile

Non si conosce con esattezza la data di costruzione dell'attuale campanile collocato a ridosso della pieve. Sicuramente risale ad un periodo successivo all'ampliamento basso medievale in cui si andarono a realizzare le tre absidi. Il primo documento che ne fa menzione è datato 1455.
Si è a lungo speculato sua una possibile collocazione del campanile nel VIII secolo ma studi successivi sui materiali impiegati nella cella campanaria hanno smentito tale ipotesi preferendo una datazione più tarda, probabilmente in epoca longobarda. La torre rappresenta un chiaro esempio di architettura romanica; un tempo vi era una meridiana e fino agli anni 1920 vi erano tracce di un affresco sull'intonaco esterno. Oggi, la cella campanaria è costituita da due bifore sui lati nord-est e sud-est, ma originariamente sugli altri lati dovevano esserci delle ulteriori aperture, trifore secondo alcuni o bifore secondo altri, chiuse poi in un'epoca imprecisata. La torre è poi chiusa da un tetto costituito da quattro spioventi in scandole in pietra posate con una lieve inclinazione. Completano il campanile quattro pinnacoli monolitici posti agli angoli e uno centrale più grande, tutti sormontati da una croce in ferro.

### Esplicative
1. ↑  Il vescovo Gian Matteo Giberti raccomandò la realizzazione di “unum capitellum super portam maiorem, sub quo sacerdotes possint manere pro cathechizandis pueris” In Peghini, 1997, p. 46.
2. ↑  Una relazione indicava che il campanile “presentava nella zona inferiore pronunciate lesioni verticali, oltre ad altre minori deficienze di ordine statico”. In Peghini, 1997, p. 49.

### Bibliografiche
1. ↑  BeWeB.
2. 1 2  Peghini, 1997, p. 35.
3. 1 2  Peghini, 1997, pp. 14-15.
4. ↑  Peghini, 1997, pp. 35-36.
5. ↑  Peghini, 1997, pp. 37-40.
6. ↑  Peghini, 1997, p. 38.
7. 1 2  Peghini, 1997, p. 43.
8. ↑  Peghini, 1997, pp. 15-17.
9. ↑  Peghini, 1997, p. 17.
10. ↑  Peghini, 1997, p. 18.
11. ↑  Peghini, 1997, p. 19.
12. 1 2  Peghini, 1997, p. 22.
13. ↑  Peghini, 1997, pp. 22-23.
14. ↑  Peghini, 1997, p. 23.
15. 1 2 3 4  Peghini, 1997, p. 44.
16. ↑  Peghini, 1997, p. 45.
17. ↑  Peghini, 1997, pp. 23-24.
18. ↑  Peghini, 1997, pp. 24-25.
19. ↑  Peghini, 1997, p. 25.
20. ↑  Peghini, 1997, p. 26.
21. 1 2  Peghini, 1997, p. 46.
22. 1 2  Peghini, 1997, p. 47.
23. 1 2  Peghini, 1997, p. 27.
24. ↑  Peghini, 1997, p. 28.
25. ↑  Peghini, 1997, pp. 47-49.
26. 1 2  Peghini, 1997, p. 49.